# Aleje Politechniki w Łodzi
Aleje Politechniki w Łodzi – ulica w Łodzi, mająca około 2,3 km długości, położona w dzielnicy Górna oraz (odcinek Radwańska – Wróblewskiego) w dzielnicy Polesie. Zaczyna się przy skrzyżowaniu z ulicą Radwańską (jako przedłużenie ulicy Żeromskiego), zaś kończy się rondem Lotników Lwowskich. Aleja na całej długości jest dwujezdniowa oraz ma torowisko tramwajowe.

## Historia
Przed rokiem 1933 nosiła nazwę Pańskiej, jednocześnie kończąc się przy ulicy Legionów. Wtedy to nadano jej patrona, Stefana Żeromskiego. W czasie II wojny światowej przemianowano ją na Von-Ludendorff-Strasse. Po wojnie, odcinek na północ od Radwańskiej odzyskał poprzednią nazwę, południowy zaś został nazwany Alejami Politechniki na cześć budowanej w owym czasie Politechniki Łódzkiej.

## Nazwa
Uchwałą nr 14/60 z 14 czerwca 1960 roku Rada Narodowa m. Łodzi nadała nowo powstałej arterii komunikacyjnej nazwę „Aleje Politechniki”. Nazwa ta występuje we wszystkich urzędowych systemach (GUS, GIS) i jest jedyną poprawną z punktu widzenia formalnoprawnego. W potocznej mowie często spotyka się jednak niepoprawną formę „Aleja Politechniki”.

## Politechnika Łódzka
Jak nazwa ulicy wskazuje, najważniejszym obiektem znajdującym się w rejonie jest Politechnika Łódzka. Aleje Politechniki stanowią oś osiedla akademickiego. Na wschód od niej znajdują się głównie budynki wydziałów należące do kampusów A i B, natomiast na zachód od niej akademiki. Na południe od ulicy Wróblewskiego staje się główną arterią Nowego Rokicia, prowadzącą do ronda Lotników Lwowskich i ulicy Pabianickiej.

## Ważniejsze obiekty
- Pomnik Początków Miasta Łodzi przy skrzyżowaniu z ulicą Rajmunda Rembielińskiego
- Centrum Handlowe „Nowa Sukcesja” – Al. Politechniki 1 (między ul. Rajmunda Rembielińskiego a ul. Wołową)
- Centrum Konferencyjno-Wystawiennicze MTŁ – Al. Politechniki 2
- I Dom Studencki PŁ – Al. Politechniki 3
- II Dom Studencki PŁ – Al. Politechniki 5
- III Dom Studencki PŁ – Al. Politechniki 7
- IV Dom Studencki PŁ – Al. Politechniki 9a
- VI Dom Studencki PŁ – Al. Politechniki 11
- VII Dom Studencki PŁ – Al. Politechniki 9
- Urząd pocztowy Łódź 43 – Al. Politechniki 37
- Zespół Szkół Techniczno-Informatycznych im. Jana Nowaka-Jeziorańskiego – Al. Politechniki 37
- Zespół Szkół Ponadgimnazjalnych nr 9 w Łodzi im. Komisji Edukacji Narodowej (IX Liceum Profilowane, Technikum elektroniczne nr 9) – Al. Politechniki 38